# Tony Vidmar
Anthony „Tony“ Vidmar (* 4. Juli 1970 in Adelaide) ist ein ehemaliger australischer Fußballprofi slowenisch-italienischer Abstammung. Er spielte hauptsächlich auf der Position des linken Verteidigers. Sein Bruder Aurelio Vidmar war ebenfalls ein bekannter Fußballspieler.
Vidmar spielte von 1975 bis 1995 mit Ausnahme einer kurzen Unterbrechung bei Adelaide City. 1995 entschied er sich nach Europa zu gehen und wechselte zu NAC Breda in die niederländische Ehrendivision. Ab 1997 zog es ihn dann ins englischsprachige Ausland und er spielte mehrere Jahre für schottische und englische Klubs. Nach einem erneuten Gastspiel bei Breda 2005/06 kehrte er wieder nach Australien zurück. 2008 beendete er dann bei den Central Coast Mariners seine Karriere.
Seine Karriere in australischen Auswahlmannschaften begann 1991 in der australischen U-23. Ein Jahr später war er Mitglied der australischen Olympiaauswahl, die bei den Olympischen Spielen 1992 den vierten Platz belegte. Insgesamt bestritt Vidmar zwischen 1991 und 2006 76 A-Länderspiele für die australische Fußballnationalmannschaft und erzielte dabei drei Tore. Sein größter Erfolg in dieser Zeit war wohl der dritte Platz mit Australien im Konföderationen-Pokal 2001.
Direkt nach seiner aktiven Karriere nahm er einen Assistenztrainerposten bei Adelaide United an. 2009 wechselte er dann als Jugendtrainer zum South Australian Sports Institute.